# Basardilla
Basardilla – gmina w Hiszpanii, w prowincji Segowia, w Kastylii i León, o powierzchni 19,02 km². W 2011 roku gmina liczyła 171 mieszkańców.